# Amaril·lidàcies
Les amaril·lidàcies (Amaryllidaceae) són una família de plantes angiospermes de l'ordre de les asparagals.
Les espècies d'aquesta família són plantes perennes i herbàcies que creixen a partir d'un bulb.

## Taxonomia
Dins d'aquesta família es reconeixen 71 gèneres:
- Acis Salisb.
- Agapanthus L'Hér.
- Allium L.
- Amaryllis L.
- Ammocharis Herb.
- Apodolirion Baker
- Atacamallium Nic.García
- Boophone Herb.
- Brunsvigia Heist.
- Calostemma R.Br.
- Cearanthes Ravenna
- Chlidanthus Herb.
- Clinanthus Herb.
- Clivia Lindl.
- Crinum L.
- Crossyne Salisb.
- Cryptostephanus Welw. ex Baker
- Cyrtanthus Aiton
- Eucrosia Ker Gawl.
- Eustephia Cav.
- Galanthus L.
- Gethyllis L.
- Gilliesia Lindl.
- Griffinia Ker Gawl.
- Haemanthus L.
- Hannonia Braun-Blanq. & Maire
- Hessea Herb.
- Hieronymiella Pax
- Hippeastrum Herb.
- Hymenocallis Salisb.
- Ipheion Raf.
- Ismene Salisb. ex Herb.
- Lapiedra Lag.
- Latace Phil.
- Leptochiton Sealy
- Leucocoryne Lindl.
- Leucojum L.
- Lycoris Herb.
- Mathieua Klotzsch
- Miersia Lindl.
- Namaquanula D.Müll.-Doblies & U.Müll.-Doblies
- Narcissus L.
- Nerine Herb.
- Nothoscordum Kunth
- Pamianthe Stapf
- Pancratium Dill. ex L.
- Paposoa Nic.García
- Paramongaia Velarde
- Phaedranassa Herb.
- Phycella Lindl.
- Plagiolirion Baker
- Proiphys Herb.
- Pyrolirion Herb.
- Rauhia Traub
- Rhodolirium Phil.
- Scadoxus Raf.
- Schickendantziella Speg.
- Shoubiaonia W.H.Qin, W.Q.Meng & Kun Liu
- Sprekelia Heist.
- Stenomesson Herb.
- Sternbergia Waldst. & Kit.
- Strumaria Jacq.
- Traubia Moldenke
- Trichlora Baker
- Tristagma Poepp.
- Tulbaghia L.
- Ungernia Bunge
- Urceolina Rchb.
- Vagaria Herb.
- Worsleya (Traub) Traub
- Zephyranthes Herb.